# Acide dihydrolipoïque
L'acide dihydrolipoïque est un composé organique. Il s'agit de la forme réduite de l'acide lipoïque. Cet acide carboxylique présente deux groupes thiol. Il est optiquement actif, mais seul l'énantiomère R est actif biologiquement.